# Borisav Stanković
Borisav „Bora” Stanković (în sârbă Борисав Станковић Бора; n. 31 martie 1875, Vranje, Districtul Pčinja, Serbia – d. 22 octombrie 1927, Belgrad, Regatul Iugoslaviei) a fost un scriitor sârb. Este autorul celebrei piese de teatru Koštana care prezintă multe teme ale folclorului sârb și obiceiuri patriarhale, care erau încă prezente la sfârșitul secolului al XIX-lea. Piesa este cea mai jucată în teatrele din Serbia.

## Opera
- Nečista krv, un fragment a fost tradus de Anton I. Balotă sub titlul „Sânge stricat” și publicat în broșura Borisav Stanković, prozator sârb (București, 1934)[11]